# Excite Truck
Excite Truck ist ein Videospiel exklusiv für die Spielkonsole Wii, welches von Monster Games entwickelt und von Nintendo in Europa am 16. Februar 2007 veröffentlicht wurde. Die Besonderheit dieses Rennspiels besteht in der Steuerung der Offroad-Trucks, welche hauptsächlich durch Kippen und Neigen der Wii-Fernbedienung gelenkt werden. Der Titel ist eine Anlehnung an die Spiele Excitebike und Excitebike 64, welche auf früheren Plattformen erschienen sind. Hinsichtlich des Spielprinzips gibt es allerdings nur einige wenige Gemeinsamkeiten.

## Steuerung
Zum Steuern der Trucks wird nur die Wii-Fernbedienung benötigt, welche während des gesamten Spiels waagerecht gehalten wird. Durch seitliches Neigen werden die Trucks gelenkt, Kippen verändert die Flugbahn bei Sprüngen. Beschleunigung und Bremse werden durch die Knöpfe eins und zwei betätigt. Durch diese simple Steuerung finden auch Neueinsteiger schnell ins Spiel.

## Spielmodi
Excite Truck beinhaltet die Spielmodi Training, Excite Race, Challenge und Versus (Mehrspielermodus).

### Training
In den insgesamt 18 Trainingseinheiten werden dem Spieler die grundlegenden Steuerungsfunktionen erklärt. Dabei ist der Trainingsmodus in Grundlagen 1 und Grundlagen 2, welche aus je fünf Einheiten bestehen und Stunts 1 und Stunts 2, welche aus je vier Einheiten bestehen, unterteilt. Eine Trainingseinheit kann erst dann begonnen werden, wenn die vorherige erfolgreich abgeschlossen wurde.

### Excite Race
In Excite Race wird über mehrere Runden ein Rennen gegen fünf Computergegner gefahren. Der Spieler kann zu Beginn zwischen drei verschiedenen Trucks wählen, die sich in Geschwindigkeit, Turbo, Bodenhaftung und Sprung unterscheiden. Im Laufe des Spiels werden neue Trucks freigeschaltet. Ziel bei Excite Race ist es, möglichst viele Sterne zu sammeln, welche durch Stunts gewonnen werden. Dabei darf eine bestimmte Zeit nicht überschritten werden. Ist die vorgegebene Sternenanzahl am Ende des Rennens nicht erreicht, ist dieses verloren. Zum Sieg eines Rennens ist es nicht nötig, den ersten Platz zu belegen, da Sieg und Niederlage einzig und allein von der Anzahl der während des Rennens gesammelten Sterne abhängig sind, allerdings werden dem Spieler bei höherer Platzierung Bonussterne gutgeschrieben, die zu den im Rennen gewonnenen hinzugerechnet werden. Abhängig von den im Rennen gesammelten Sternen wird der Spieler mit einem Rang beurteilt. Bekommt er einen D- oder C-Rang, hat er zu wenige Sterne gesammelt und das Rennen ist verloren. Bei B-, A- und S-Rang ist das Rennen gewonnen. Belegt der Spieler in allen Rennen den S-Rang, wird der Modus Super Excite Race freigeschaltet, welcher mit höherem Schwierigkeitsgrad aufwartet. Absolviert der Spieler dort ebenfalls alle Rennen mit dem S-Rang, wird der Spiegelmodus freigeschaltet, welcher nicht nur aufgrund der nun gespiegelten Rennstrecken schwieriger ist, auch die Gegner fahren nun besser.

### Challenge
Im Modus Challenge müssen verschiedene Aufgaben, wie das Durchfahren von Toren, das Zerstören von Gegnern oder das Durchspringen von Ringen in vorgegebener Zeit gemeistert werden. Dabei muss wieder eine bestimmte Sternenanzahl gesammelt werden. Wurden alle Ereignisse mit dem S-Rang absolviert, wird ein höherer Schwierigkeitsgrad freigeschaltet.

### Versus
Im Modus Versus kann im Split-Screen gegen einen realen Gegner gefahren werden. Ziel ist es, wie in den anderen Modi auch, möglichst viele Sterne zu sammeln und so als Sieger hervorzugehen.

## Besonderheiten
Als Hintergrundmusik werden während der Rennen Musikstücke aus dem Rock-’n’-Roll-Genre abgespielt, um die actionreiche Atmosphäre von Excite Truck zu untermalen. Allerdings bietet das Spiel als erstes die Möglichkeit, MP3-Musik über eine SD-Karte auf der Wii wiederzugeben. Pikanterweise wird die Standard-Musik des Titels in der Fachwelt und von Spielern überproportional bemängelt und als uninspiriertes E-Gitarrengezupfe eingeschätzt.

## Kritik
Auf der Spielemesse E3 2006 wurde Excite Truck mit einem Game Critics Award als bestes Rennspiel ausgezeichnet.
In der Fachwelt erntete der Titel sehr gemischte Bewertungen und Einschätzungen. Zumeist wird ein hoher Schwierigkeitsgrad, das hektische Fahrgefühl und vor allem eine angeblich flache Spieltiefe und -komplexität bemängelt. Andere Stimmen allerdings sehen in dem Titel ein genretypisches Action-Rennspiel, das dennoch in Relation zu seinem nicht-realistischen Gameplay eine gewisse Spieltiefe und Lernkurve bei ausreichender Beschäftigung offenbart. Einstimmig wird allerdings der unterentwickelte Mehrspielermodus kritisiert.

## Beziehung zur namensgebenden Franchise
Abgesehen vom Genre und im groben vergleichbaren Streckendesigns teilt Excite Truck mit der Bike-Reihe in einem gewissen reduzierten Umfang den besonderen Stellenwert des Gameplays, der auf geschickte Sprungeinlagen gelegt wird. Nicht nur die Steuerung in der Luft ist essenziell, es gilt zudem zu verhindern, dass eine mäßige Lande-Performance und ein schlecht gewählter Landepunkt (etwa mitten auf dem Anstieg einer weiteren Rampe) wertvolle Zeit kosten.